# エルンスト・ヘッケル
エルンスト・ハインリッヒ・フィリップ・アウグスト・ヘッケル（Ernst Heinrich Philipp August Haeckel, 1834年2月16日 - 1919年8月9日）は、ドイツの生物学者、哲学者である。ドイツでチャールズ・ダーウィンの進化論を広めるのに貢献した。
ヘッケルは医者であり、後に比較解剖学の教授となった。彼は心理学を生理学の一分野であると見なした最初期の人々の一人である。彼はまた、現在ではごく身近な「門」や「生態学」などの用語を提唱した。

## 研究

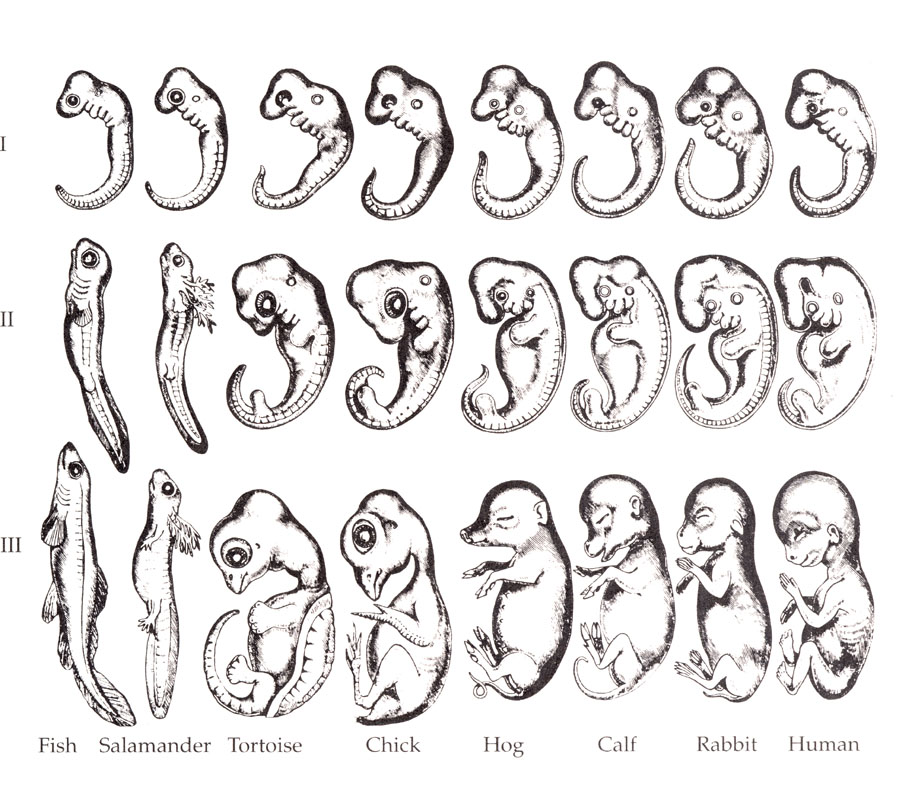
ヘッケルが1874年に発生学のテキストに描いた胎児の図

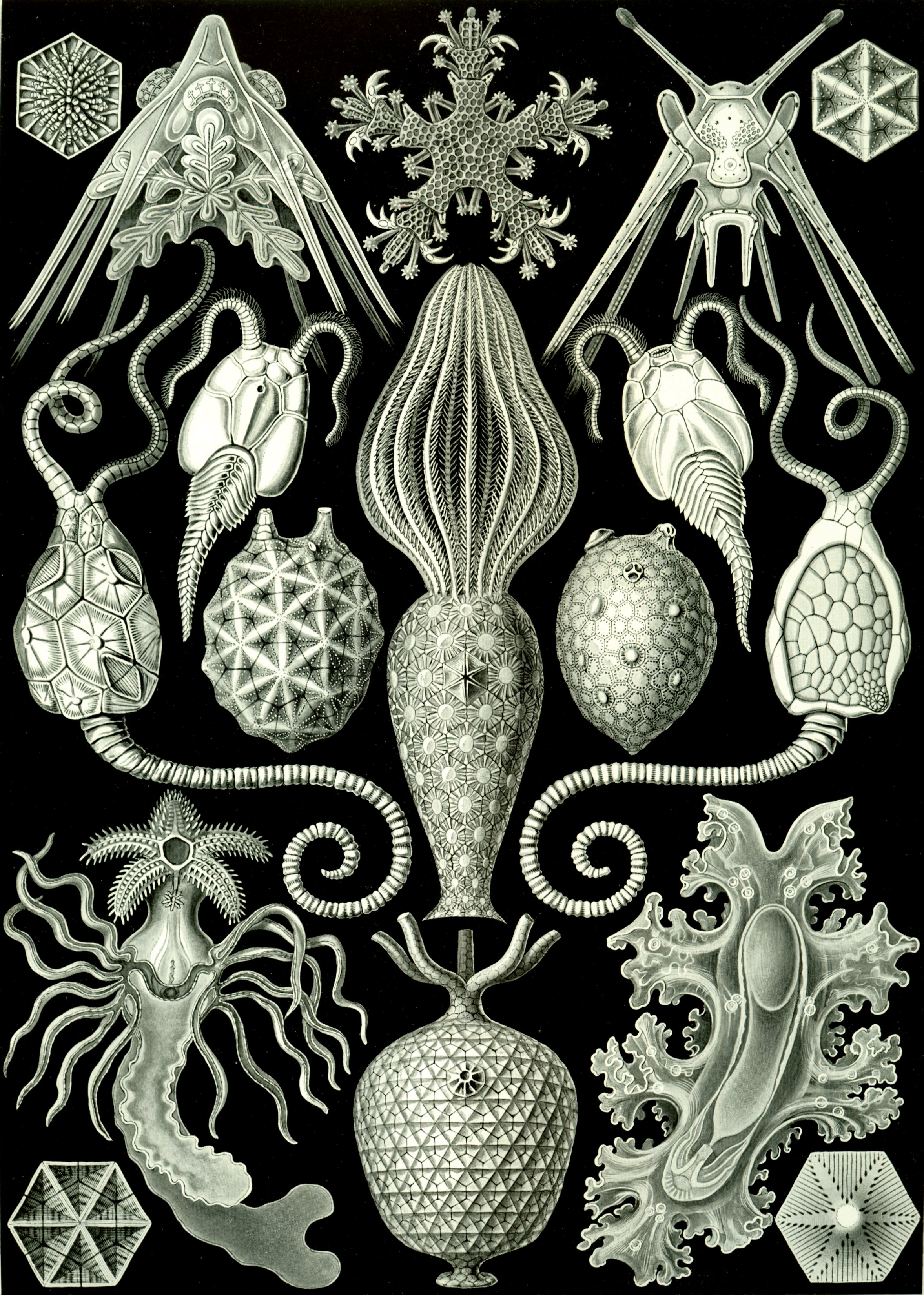
ヘッケル『生物の驚異的な形』

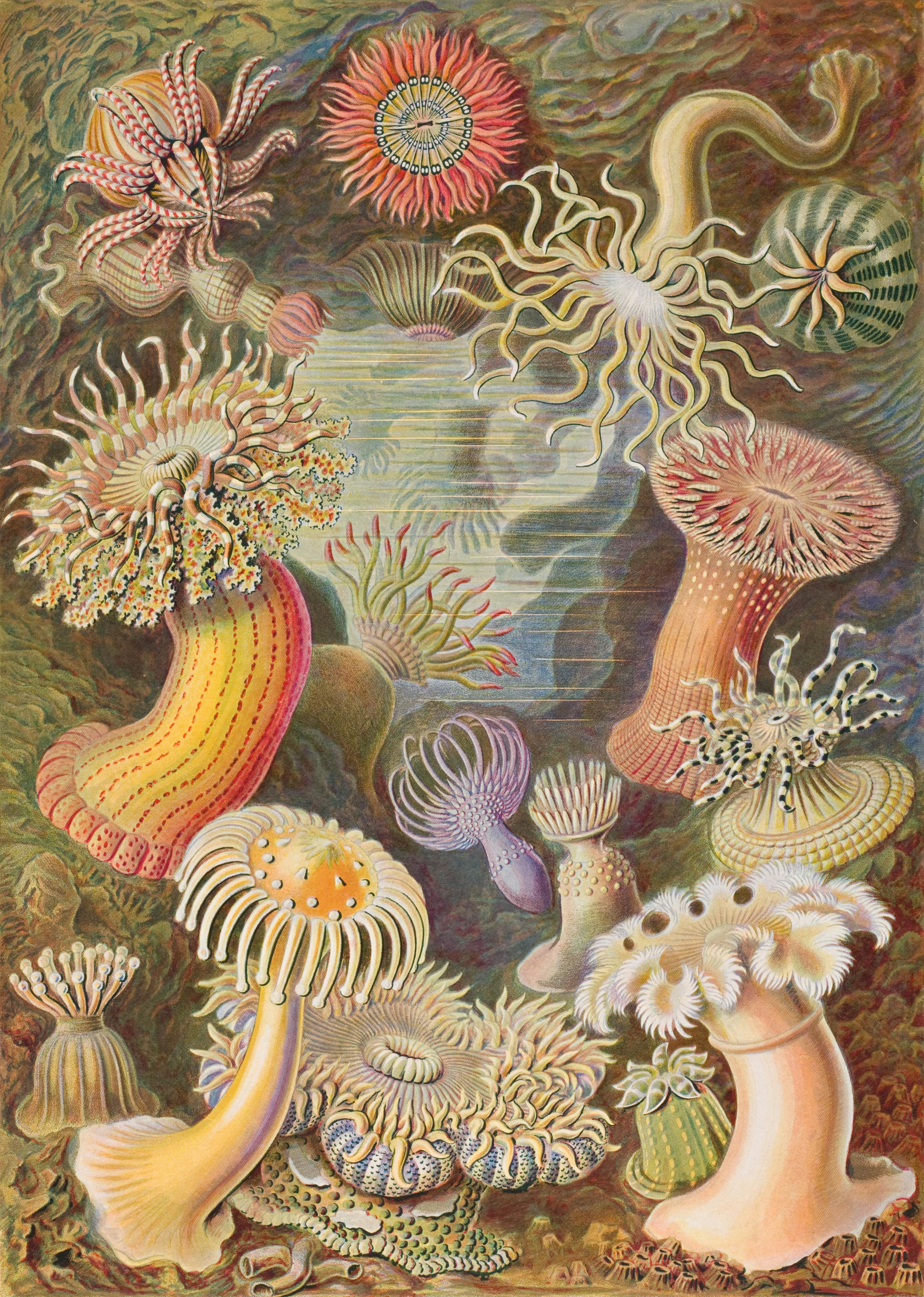
ヘッケル『生物の驚異的な形』(ヘッケルが描いたイソギンチャク)

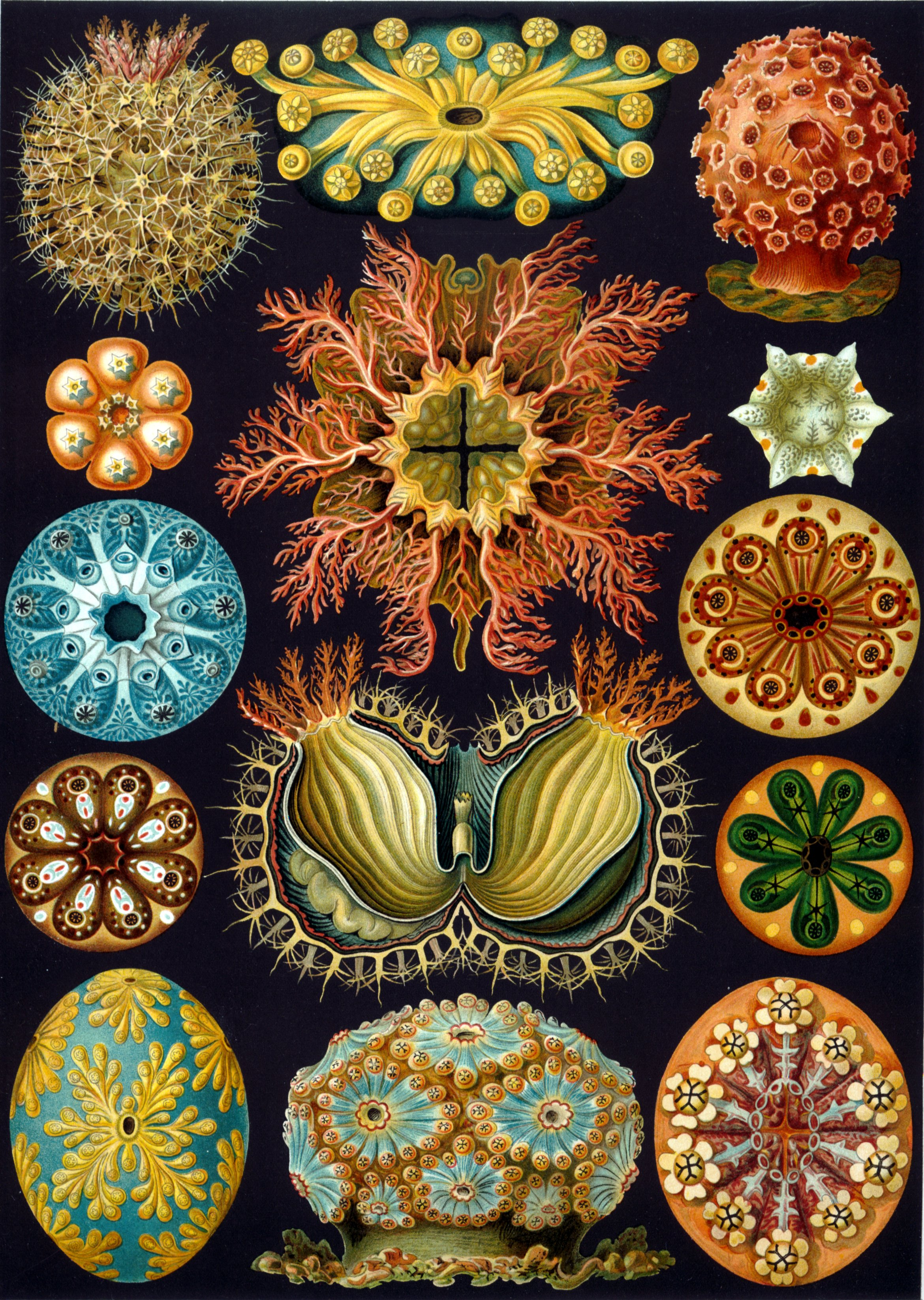
ヘッケル『生物の驚異的な形』

発達の非遇有性に関する関心は論述だけでなく、図解でも表現され『自然の芸術的形態』（原題：Kunstformen der Natur、英訳: "Art Forms of Nature"、邦訳『生物の驚異的な形』など）の美しい生物画は今日にも高く評価されている。
ヘッケルはダーウィンによる「進化」という思想を支持したが、個別理論としての適者生存説は支持していない。彼自身の学説は、ラマルクの思想（ラマルキズム）である用不用説に近い。
ヘッケルは「個体発生は系統発生を反復する」という「反復説」(Recapitulation theory)という独自の発生理論を唱えた。この説は修正を受けながらも、今も発生学の一翼を担っている。また、この説に基づく動物の系統論を展開し、動物の多細胞化についてガスツレア説を提唱し、修正や批判を受けつつもこの分野においてほぼ主流として位置づけられた。
ヘッケルは新種の発見、命名者としても知られている。その数は3,000種を越えるといわれるが、なかには、彼の分類や発見自体が修正された生物も存在する。
独自の発生学（Embryology）および「反復説」を論じた科学者という側面に加えてヘッケルは、『自然の芸術的形態』（1904年、邦訳『生物の驚異的な形』）に代表される生物画家としても知られている。特にクラゲなどの無脊椎動物、放散虫の図解研究が有名である。
晩年の彼は生物学者としてだけでなく、自然哲学者としても発言した。主著はDie Welträtsel（邦訳『宇宙の謎』）。

## 評価・批判
19世紀中ごろ、進化論は科学の台頭を象徴する出来事であったが、宗教や政治を巻き込む社会問題となり、危険思想としても扱われていた。進化論を支持したヘッケルは、生前から誤解と中傷を受けることが少なくなかった。今日でも優生学の源流にあるとして批判されるが、他方、生物学者として再評価されてもいる。

### 人種論と優生学との関連
ヘッケルは人種について「未開」や「成熟」といった表現を不用意に用いたため、さまざまな批判を生んだ。
人類の起源はアフリカ大陸にあるとしたダーウィンらの単一起源説（Monogenesis）と対立し、アジアにあると主張したことで、今日では人類の多地域人類進化説を唱えた先駆者とも再評価されている。
バチカン教皇庁レジーナ・アポストロルム大学大学院教授のリッカルド・カショーリとアントニオ・ガスパリは、ヘッケルは人種差別主義者であったことは疑いえないとして、次のヘッケルの言葉をその評価の根拠としている。
ヘッケルの種の優生学的保存などの社会ダーウィニズム的な主張は、のちに優生学として継承され、さらにそうした優生学的な考えは、ナチスによるホロコーストを支える理論的な根拠としても扱われた。また、エコロジーとナチスのファシズムの二つの思想の潮流を辿ると、いずれもヘッケルを介するという点で共通項をあげられるともされる。

### 1874年に発表された図解をめぐって
1874年、ヘッケルが発生学のテキストAnthropogenieを発刊してしばらくすると、掲載された図解に、ヘッケルが意図的に改竄を行ったとのではないかという訴えがWilhelm Hisらによって出された。ヘッケルは改竄の事実を否定した。
近年の研究によって、図解の改竄があったという批判は正当なものであるが、一部の批判は純粋な科学的な問題ではなく、当時、進化論を認めなかった勢力による政治的攻撃という偏向したものであったとされる。

## 著書

### 単著
- 鼈傑児『生理学』長谷川泰訳、島村利助ほか、1882年1月。40056543 - 国立国会図書館サーチ。
- 『進化要論』山県梯三郎訳、普及舎、1888年1月。40055273 - 国立国会図書館サーチ。
- 『宇宙の謎』岡上梁・高橋正熊訳、加藤弘之閲、有朋館、1906年3月。
  - 『宇宙の謎』栗原元吉訳、玄黄社、1917年。
  - 『宇宙の謎』内山賢次訳、春秋社〈春秋文庫 第18〉、1929年。
- 『人類の祖先』小野秀雄訳、実業之世界社〈新知識叢書 第12編〉、1915年。
- 『生命之不可思議』上，下巻、後藤格次訳、大日本文明協会事務所〈大日本文明協会刊行書 第3期〉、1915年。
  - 『生命の不可思義』上，下巻、後藤格次訳、岩波書店〈岩波文庫 245-249〉、1928年。
- 『進化論の内容と意義　進化論の社会的進化』生駒佳年訳註、南山堂書店〈対訳脚註独逸論文叢書 第1〉、1928年。 - ヘツケル『進化論の内容と意義』とダーギート『進化論の社会的進化』の合本。
- 『宇宙の神秘』岡沢武訳、大東出版社、1939年。
- 『自然創造史』上巻、石井友幸訳、晴南社創立事務所、1944年。
  - 『自然創造史』第1巻、石井友幸訳、晴南社、1946年。
  - 『自然創造史』第2巻、石井友幸訳、晴南社、1946年。
- 『生物の驚異的な形』戸田裕之訳、小畠郁生日本語版監修、河出書房新社、2009年4月。ISBN 978-4-309-25224-7。

### 共著
- 『解剖図説』バルドレーベンとの共著、足立文太郎訳、児童新聞社、1904年7月。40056260 - 国立国会図書館サーチ。

## 受賞歴
- 1864年 - コテニウス・メダル
- 1894年 - リンネ・メダル
- 1900年 - ダーウィン・メダル
- 1908年 - ダーウィン＝ウォレス・メダル